# Музей искусств округа Ориндж
Музей искусств округа Ориндж (англ. Orange County Museum of Art, сокр. OCMA) — музей современного искусства в настоящее время работающий во временном пространстве на South Coast Plaza Village в городе Санта-Ана, Калифорния.
Коллекция музея насчитывает более 3500 экспонатов преимущественно Калифорнии и Тихоокеанского региона с начала XX века до наших дней. В неё входят традиционные картины, скульптуры и фотографии, а также новые медиа в виде видео, цифрового и инсталляционного искусства.

## История
В 1918 году музей был основан под названием Laguna Beach Art Association. Был возрождён в 1962 году как галерея Balboa Pavilion Gallery тринадцатью женщинами, которые арендовали площади в этом здании для демонстрации современного искусства. В 1968 году это художественное учреждение стало известно как музей искусств Newport Harbor Art Museum, и в 1972 году он переехал в соседнее, более крупное здание. В 1977 году музей открыл свои двери в Ньюпорт-Бич в торговом центре Fashion Island. В 1997 году музей был реконструирован и переименован в настоящее название Orange County Museum of Art.
31 мая 2018 года Крейг Уэллс (Craig Wells) — президент попечительского совета, и Тодд Смит (Todd Smith, ранее возглавлял Тампский музей искусств) — директор Музей искусств округа Ориндж, представили проект нового здания музея в Центре искусств Сегерстром в городе Коста-Меса округа Ориндж, Калифорния, созданный архитектурной компанией Morphosis, возглавляемой лауреатом Притцкеровской премии Томом Мейном.
Начало строительства нового здания запланировано на 2019 год, а открытие — на 2021 год. С площадью выставочных галерей, примерно на 50 процентов больше, чем в нынешнем месте; обновлённый музей сможет организовывать крупные специальные выставки наряду с экспозицией своей коллекции. В новом музее также будут помещения для образовательных программ, спектаклей и общественных мероприятий, административные офисы, сувенирный магазин и кафе-ресторан. В связи с этим Музей искусств округа Ориндж 3 октября 2018 года переехал во временные помещения на South Coast Village в Санта-Ане, и была объявлена продажа здания в Ньюпорт-Бич.

## Коллекция и выставочная деятельность
Среди более чем 3500 произведений искусства, принадлежащих музею, в основном это — произведения современного искусства, представляющие Mid-century modern, фигуративную живопись Области залива, ассамбляж, калифорнийское Свет и пространство, поп-арт, минимализм и инсталляционное искусство.
В числе известных и важных работ здесь находятся произведения Джона Балдессари, Элмера Бишоффа, Джессики Бронсон (Jessica Bronson), Криса Бурдена, Вии Целминьш, Брюса Коннера, Ричарда Дибенкорна, Роберта Ирвина, Хелен Лундеберг, Стэнтона Макдональд-Райта, Джона МакКракена, Джона Маклафлина, Кэтрин Опи, Алана Рата, Чарльза Рэя, Эда Рушей и Билла Виолы. Также представлены работы Эйя-Лиизы Ахтилы, Ли Була, Кэти Грэннан, Джозефа Григели, Гленна Лигона, Кристиана Марклея, Иниго Манглано-Овалле, Марджетики Потрч, Дэвида Рида, Даниэлы Росселл и Лорны Симпсон.
Одной из сторон деятельности музея искусств округа Ориндж является выставочная деятельность, как на территории музея, так и за его пределами, самостоятельно и в сотрудничестве с другими художественными организациями — Пенсильванской академией изящных искусств, независимым учреждением современного искусства Renaissance Society, галереей Grey Art Gallery и другими. Музей проводит как персональные так и тематические (коллективные) художественные выставки, в числе которых — Objectives: The New Sculpture (1990), Girls’ Night Out (2003), State of Mind: New California Art circa 1970, представлявшая углубленное исследование работ калифорнийских художников в 1960—1970 годах. Среди крупных персональных выставок были представлены — Лари Питтман (1983), Гюнтер Форг (1989), Гильермо Куица (1992), Билл Виола (1997), Мэри Хейлманн (2007) и Джек Гольдштейн (2012).
В числе организованных музеем выставок современного искусства и дизайна — Edvard Munch: Expressionist Paintings, 1900—1940 (1983), The Interpretive Link: Abstract Surrealism into Abstract Expressionism: Works on Paper, 1938—1948 (1986), The Figurative Fifties: New York Figurative Expressionism (1988), American Modern, 1925—1940: Design for a New Age (2001), Picasso to Pollock: Modern Masterpieces from the Wadsworth Atheneum Museum of Art (2004), Villa America: American Moderns 1900—1950 (2005), Birth of the Cool: Art, Design, and Culture at Midcentury (2007) и Illumination: The Paintings of Georgia O’Keeffe, Agnes Pelton, Agnes Martin, and Florence Miller Pierce (2009).
В 1984 году музей искусств округа Ориндж запустил художественный проект — биеннале California Biennial, который был сфокусирован на новых художниках штата Калифорния. В 2013 году этот проект превратился в триеннале (проводится раз в три года) California-Pacific Triennial — первую действующую выставку в Западном полушарии, посвященную современному искусству со всего Тихоокеанского региона.